# Bloody Mary (lied)
Bloody Mary is een lied van het Nederlandse duo Tom & Dick. Het werd in 1969 als single uitgebracht en stond in hetzelfde jaar als eerste track op het album Tom en Dick, Bloody Mary en de rest....

## Achtergrond
Bloody Mary is geschreven door Tom Poederbach, Jan Pijper, Pieter Puister en Dick Swaneveld en geproduceerd door Tom & Dick. Het lied is een parodie op een zeemanslied en gaat over de pirate Bloody Mary, die niet kon zwemmen en verdronk. De zangers worden in het nummer begeleid met een buikorgel. In de videoclip lijkt het alsof de artiesten zichzelf begeleiden met het orgeltje, maar dat is een nepper; het was enkel een houten doos met een slinger. Het lied betekende de doorbraak voor het duo, al was het anders dan het normale repertoire van de zangers. Dat het zo anders was en een ander publiek aantrok, deerde de artiesten niet. Swaneveld vertelde hierover: "Veel mensen verwijten ons dat we er niet achter staan, dat we deze stijl voor de commercie vasthouden, maar dat is niet waar. Wij vinden deze muziek prachtig." Ze vonden het leuk om een andere weg van de Nederlandstalige muziek in te slaan, die zij naar eigen zeggen beneden peil vonden.
Het lied werd in 1967 door Pijper en Puister geschreven als een Engels nummer, en door Poederbach en Swaneveld bewerkt naar de Nederlandstalige versie. Tom & Dick hadden eerst het nummer aangemeld als hun eigen nummer, waardoor Pijper en Puister geen royalty's zouden ontvangen. Na een korte mediarel werden Pijper en Puister ook aangeschreven als auteurs.
De single verkocht goed en kreeg de gouden status. Op deze single stond op de B-kant het lied Ome Arie, dat geschreven was door Swaneveld en Karel de Man. Het stond daarnaast ook als achtste track op hetzelfde album als Bloody Mary. In 1969 is door Tom & Dick ook een Duitstalige versie uitgebracht, die weinig succes had.

## Hitnoteringen
Het duo had in het Nederlands taalgebied groot succes. In zowel de Nederlandse Top 40 als de Hilversum 3 Top 30 piekte het bovenaan de lijst. Het stond in beide lijsten drie weken lang op de eerste plaats. In totaal stond het veertien weken in de Top 40 en twaalf weken in de Hilversum 3 Top 30. In de Vlaamse Ultratop 50 kwam het tot de zesde plek. Het was negen weken in deze hitlijst te vinden.

### Nederlandse Top 40
| Hitnotering: 30-08-1969 t/m 29-11-1969 | Hitnotering: 30-08-1969 t/m 29-11-1969 | Hitnotering: 30-08-1969 t/m 29-11-1969 | Hitnotering: 30-08-1969 t/m 29-11-1969 | Hitnotering: 30-08-1969 t/m 29-11-1969 | Hitnotering: 30-08-1969 t/m 29-11-1969 | Hitnotering: 30-08-1969 t/m 29-11-1969 | Hitnotering: 30-08-1969 t/m 29-11-1969 | Hitnotering: 30-08-1969 t/m 29-11-1969 | Hitnotering: 30-08-1969 t/m 29-11-1969 | Hitnotering: 30-08-1969 t/m 29-11-1969 | Hitnotering: 30-08-1969 t/m 29-11-1969 | Hitnotering: 30-08-1969 t/m 29-11-1969 | Hitnotering: 30-08-1969 t/m 29-11-1969 | Hitnotering: 30-08-1969 t/m 29-11-1969 | Hitnotering: 30-08-1969 t/m 29-11-1969 |
| Week                                   | 1                                      | 2                                      | 3                                      | 4                                      | 5                                      | 6                                      | 7                                      | 8                                      | 9                                      | 10                                     | 11                                     | 12                                     | 13                                     | 14                                     |                                        |
| -------------------------------------- | -------------------------------------- | -------------------------------------- | -------------------------------------- | -------------------------------------- | -------------------------------------- | -------------------------------------- | -------------------------------------- | -------------------------------------- | -------------------------------------- | -------------------------------------- | -------------------------------------- | -------------------------------------- | -------------------------------------- | -------------------------------------- | -------------------------------------- |
| Positie                                | 22                                     | 9                                      | 4                                      | 2                                      | 1                                      | 1                                      | 1                                      | 2                                      | 4                                      | 7                                      | 11                                     | 18                                     | 28                                     | 34                                     | uit                                    |

### Hilversum 3 Top 30
| Hitnotering: 06-09-1969 t/m 22-11-1969 | Hitnotering: 06-09-1969 t/m 22-11-1969 | Hitnotering: 06-09-1969 t/m 22-11-1969 | Hitnotering: 06-09-1969 t/m 22-11-1969 | Hitnotering: 06-09-1969 t/m 22-11-1969 | Hitnotering: 06-09-1969 t/m 22-11-1969 | Hitnotering: 06-09-1969 t/m 22-11-1969 | Hitnotering: 06-09-1969 t/m 22-11-1969 | Hitnotering: 06-09-1969 t/m 22-11-1969 | Hitnotering: 06-09-1969 t/m 22-11-1969 | Hitnotering: 06-09-1969 t/m 22-11-1969 | Hitnotering: 06-09-1969 t/m 22-11-1969 | Hitnotering: 06-09-1969 t/m 22-11-1969 | Hitnotering: 06-09-1969 t/m 22-11-1969 |
| Week                                   | 1                                      | 2                                      | 3                                      | 4                                      | 5                                      | 6                                      | 7                                      | 8                                      | 9                                      | 10                                     | 11                                     | 12                                     |                                        |
| -------------------------------------- | -------------------------------------- | -------------------------------------- | -------------------------------------- | -------------------------------------- | -------------------------------------- | -------------------------------------- | -------------------------------------- | -------------------------------------- | -------------------------------------- | -------------------------------------- | -------------------------------------- | -------------------------------------- | -------------------------------------- |
| Positie                                | 22                                     | 8                                      | 3                                      | 1                                      | 1                                      | 1                                      | 2                                      | 4                                      | 9                                      | 9                                      | 19                                     | 28                                     | uit                                    |